# Bovtyška
Bovtyška (ukrajinsky Бо́втишка, rusky Бовтышка, též Boltyška, ukrajinsky Бо́лтишка, rusky Болтышка) je vesnice v Kirovohradské oblasti Ukrajiny.

## Geografie
Vesnice se nachází v kráteru Boltyš. Tento impaktní kráter je největší na Ukrajině a šestý největší v Evropě. Jeho průměr je zhruba 24 kilometrů a hloubka od 550 do 900 metrů. Ke srážce, která vedla k vzniku kráteru, došlo přibližně před 66 miliony let.
Vesnicí protéká říčka Bovtyš.

## Historie
V Bovtyšce žil a zemřel hrdina napoleonských válek generál Nikolaj Rajevskij, na jeho pozvání tu jako host pobýval opakovaně básník Alexandr Sergejevič Puškin.

## Současnost
Ve vesnici se nachází škola, ordinace praktického lékaře, kulturní dům a pošta.  
V Bovtyšce je pomník obětí Velké vlastenecké války, pamětní deska obětem stalinského hladomoru a pamětní deska na domě, kde v únoru 1944 působil štáb 2. ukrajinského frontu pod velením maršála Koněva. 

## Jméno a znak
Vesnice se často označuje také Boltyška. Koněv o ní ve svých pamětech psal jako o Boltušce.
Znak vsi vytvořil v roce 2002 Vasilij Bělošapka, labuť v něm je převzata z erbu Rajevských.